# La Tournette
Pour les articles homonymes, voir Tournette.
La Tournette est une montagne de France située en Haute-Savoie, dans le massif des Bornes, entre Annecy et Albertville et culminant à 2 350 mètres d'altitude. La Tournette et les sommets situés à ses pieds séparent le lac d'Annecy à l'ouest de la dépression de Thônes à l'est. Son ascension est l'une des randonnées les plus populaires de la région annécienne en dépit de sa relative difficulté. Le col de la Forclaz, l'un des points de vue les plus populaires sur le lac d'Annecy, se situe à ses pieds sur son flanc occidental.

## Géographie

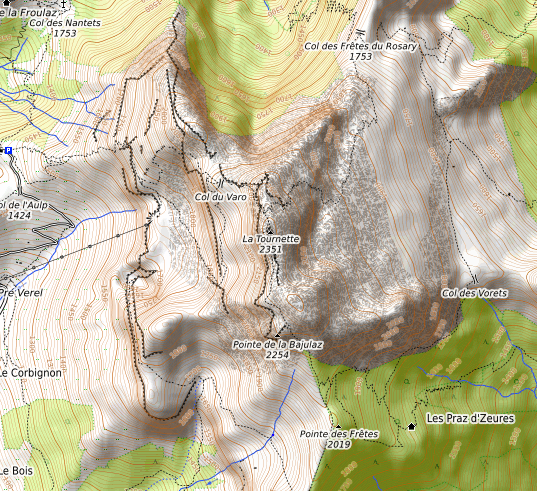
Carte topographique.

La Tournette est située dans le Sud-Ouest de la Haute-Savoie, au sud-est d'Annecy et de son lac, au nord de Faverges, au nord-ouest d'Ugine et au sud-ouest de Thônes. D'un point de vue administratif, le flanc Ouest de la montagne jusqu'au sommet se trouve sur le territoire communal de Talloires-Montmin, anciennement de Montmin avant la fusion communale de 2016, le flanc Est jusqu'au sommet se trouve sur celui des Clefs, le flanc Nord jusqu'aux rochers des Tours sur celui de Thônes, le flanc Sud-Est jusqu'au rocher de Charvin sur celui de Serraval et le flanc Sud jusqu'à la pointe des Frêtes sur celui de Saint-Ferréol. Avec 2 350 mètres d'altitude, elle constitue le sommet le plus élevé du Sud du massif des Bornes.
Elle est constituée en majorité de calcaire, notamment urgonien, qui est à l'origine des nombreuses falaises qui barrent les flancs de la montagne, notamment sur sa face occidentale, et qui lui confère son aspect massif, faisant de la montagne l'un des sommets les plus caractéristiques visibles depuis Annecy. Ces falaises sont le résultat de l'action combinée de failles qui découpent des plis alternant synclinaux et anticlinaux qui se chevauchent partiellement. Ce plissement a donné naissance à de nombreuses antécimes : la Pierre Châtelard (2 164 mètres) et les rochers du Varo (2 053 mètres) par-delà le col du Varo au nord-ouest, les rochers des Tours et le Bouton (1 658 mètres) au nord-est, le rocher de Charvin, le col des Vorets et par-delà l'Aiguille (1 847 mètres) au sud-est, les pointes de la Bajulaz (2 254 mètres) et des Frêtes (2 019 mètres) au sud ainsi que le Mamelon Vert (1 986 mètres) et les rochers du Charvet (1 841 mètres) au sud-ouest. Au centre de cet ensemble se dresse le Fauteuil et sa croix en métal, point culminant de la montagne avec 2 350 mètres d'altitude.
Autour de la Tournette rayonnent d'autres montagnes : la pointe de la Beccaz (2 038 mètres) et par-delà le crêt des Mouches (2 032 mètres), la pointe de Banc Fleury (2 009 mètres), Bonverday (1 879 mètres) et la pointe de Chauriande (1 801 mètres) au sud, le rocher du Roux (1 561 mètres) par-delà le col de l'Aulp (1 425 mètres) suivi du col de la Forclaz (1 147 mètres) et la pointe de Chenevier (1 302 mètres) au sud-ouest, le roc Lancrenaz (1 681 mètres), le Lanfonnet (1 793 mètres), les dents de Lanfon (1 828 mètres), les Grandes Lanches (1 852 mètres) et l'arête Couturier (1 776 mètres) par-delà le col des Nantets (1 426 mètres) au nord-ouest et enfin la montagne de Cotagne (1 886 mètres) par-delà le col des Frêtes de Rosairy (1 753 mètres) au nord-est.

## Activités

### Randonnée

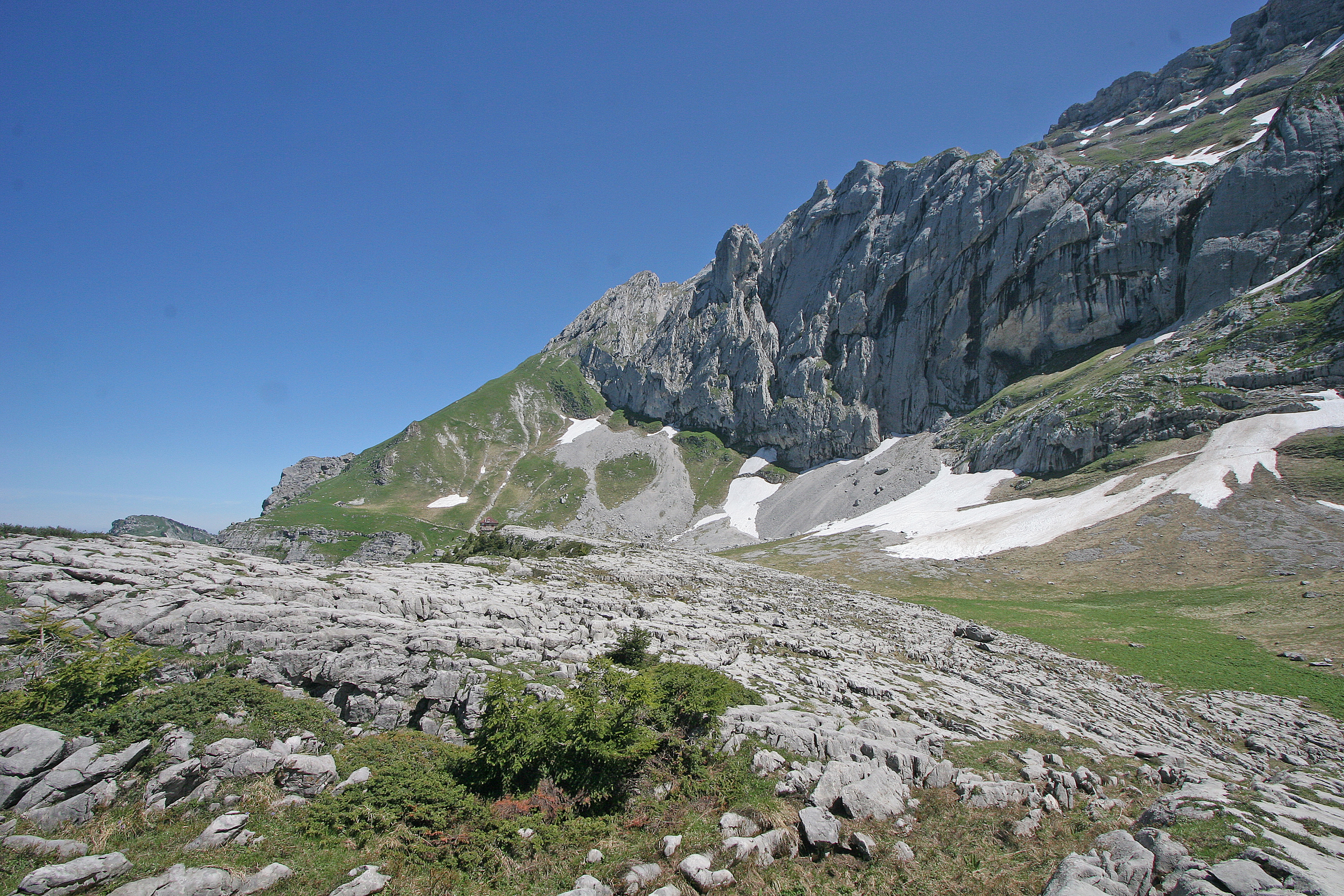
Paysage de lapiaz sous le sommet lors de l'ascension par la face Ouest.

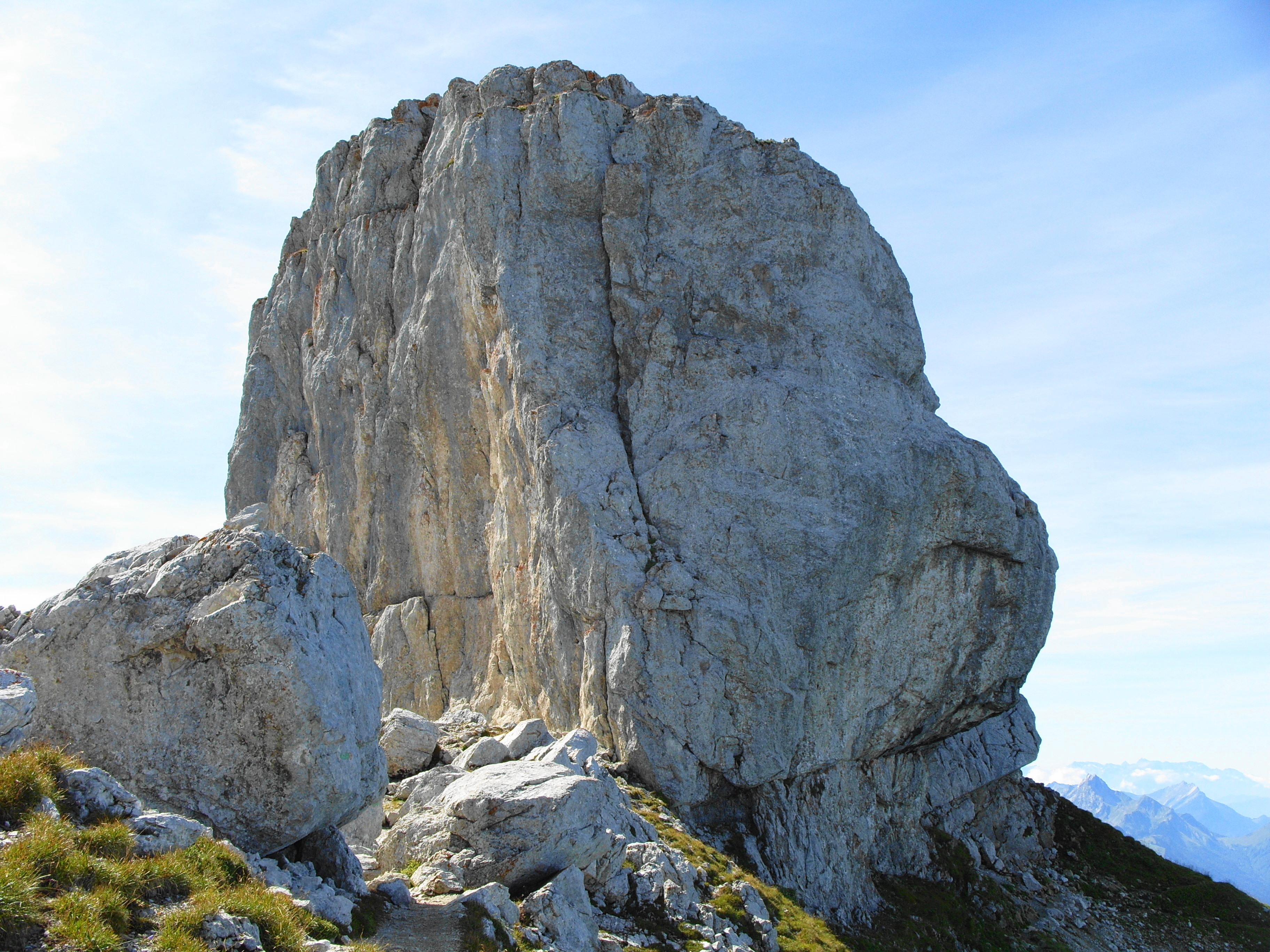
Le Fauteuil, point culminant de la Tournette à 2350 mètres d'altitude.

La Tournette est la plus élevée des montagnes entourant le lac d'Annecy et les quelques routes menant à des altitudes relativement élevées en font une destination très appréciée pour ceux recherchant les points de vue sur le lac ainsi que la fraîcheur en période estivale sur les alpages dont certains accueillent des restaurants d'altitude. C'est le cas des secteurs du col de la Forclaz et du col de l'Aulp sur le versant occidental. D'autres points d'accès routiers à la montagne, moins fréquentés, existent au nord au hameau de Montremont, au nord-est au-dessus du hameau de Belchamp, au sud-est au-dessus du hameau de la Bottière ou encore au sud-ouest à Montmin.
De ces différentes routes partent de nombreux sentiers de randonnée qui permettent un accès varié au sommet de la montagne, les itinéraires empruntant les différentes faces de la montagne et se rejoignant tour à tour au fil de l'ascension. La partie sommitale est ainsi accessible dans les dernières centaines de mètres de l'ascension par la face Sud éventuellement via le refuge des Praz Dzeures, par la face Est éventuellement via le refuge du Rosairy ou encore par la face Ouest éventuellement via le refuge de la Tournette. Ce dernier accès est le plus fréquenté, notamment parce que le point de départ routier au col de l'Aulp est le plus élevé en altitude de tous les accès routiers.
Du sommet, la vue panoramique à 360° permet d'observer le lac d'Annecy, le massif des Bornes, la chaîne des Aravis et le massif des Bauges au pied de la montagne mais la vue porte plus loin par temps clair, jusqu'aux monts Jura, aux Alpes suisses, aux massifs du Mont-Blanc, de Belledonne, des Écrins, des Grandes Rousses, etc.
En hiver, des randonnées en raquettes et en ski de montagne peuvent être entreprises à partir de Belchamp, en passant par le refuge de Rosairy ; c'est le seul chemin praticable en période hivernale.

### Spéléologie
La montagne a commencé à être explorée dans les années 1960 par le spéléo club de la Tournette et à partir de 1979 par le spéléo club d'Annecy. Depuis 2009 une équipe de spéléologues de Saint-Étienne ont entrepris l'exploration complète du massif[réf. nécessaire]. Près de 90 entrées ont été répertoriées pour une centaine de réseaux dont le plus grand exploré, le réseau des Praz d'zeures fait 13 kilomètres pour 1 148 mètres de profondeur. Quelques découvertes intéressantes ont été répertoriées, curiosités et beautés géologiques, cheminement des eaux, vestiges archéologiques, faune étrange et beaucoup d'autres sont encore à découvrir.

### Escalade
Plusieurs parois de la Tournette offrent des possibilités d'escalade. C'est notamment le cas des falaises au-dessus du chalet du Casset sous le col du Varo,.

## Événements sportifs
Depuis 1996, la Montée de la Tournette se déroule chaque année. Depuis la baie de Talloires, deux montées sont proposées : la rando des marcheurs et la course des traileurs.

## Citations

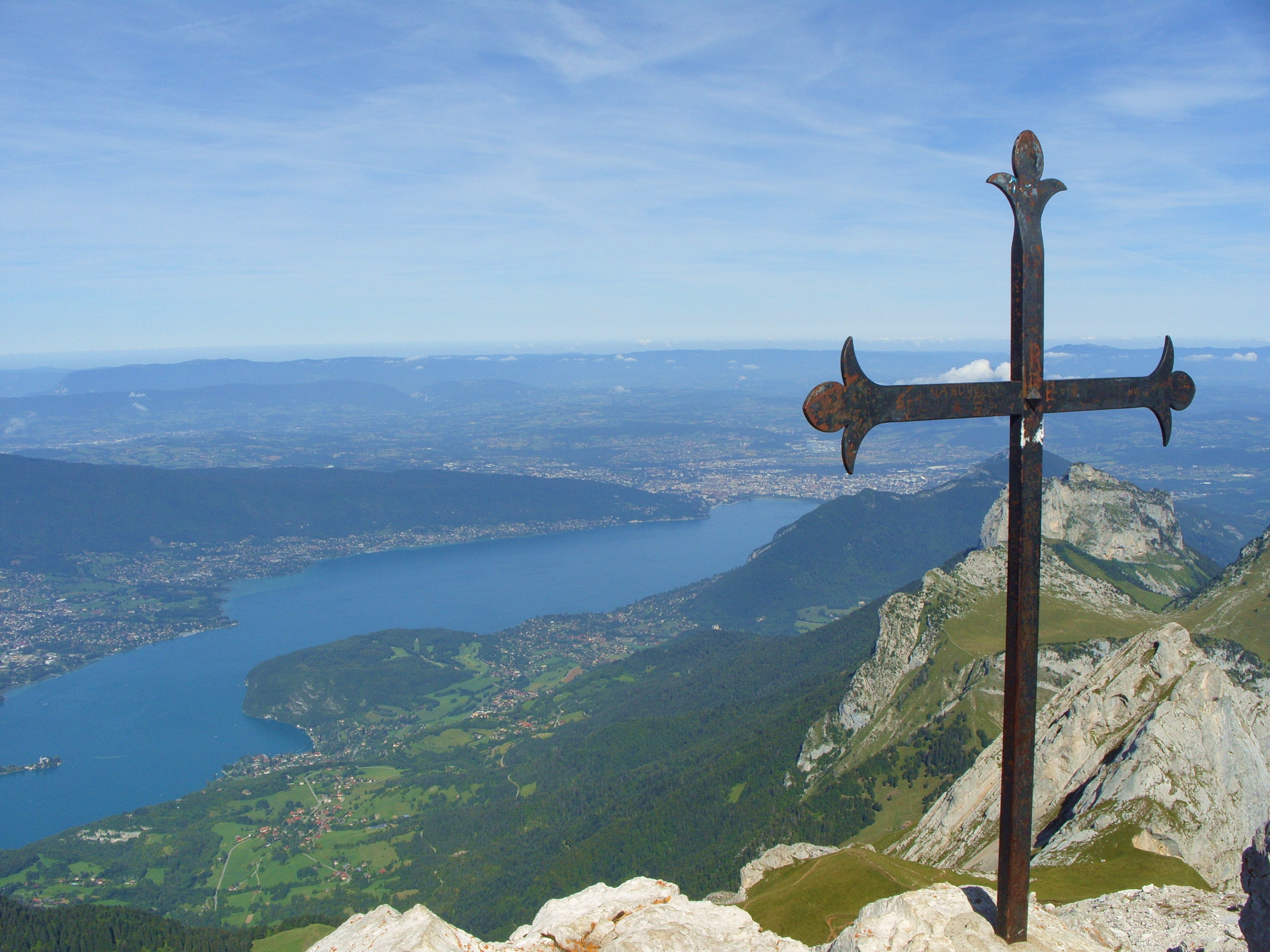
Vue du lac d'Annecy depuis le sommet de la Tournette.

Eugène Sue vécut ses dernières années à Annecy-le-Vieux, de 1851, après le coup d'État de Louis-Napoléon Bonaparte, jusqu'à sa mort en 1857. Voici comme il décrit La Tournette de façon romantique, bien que lourde, mais préfigurant les descriptions de paysages que développa plus tard Jules Verne :

« Cette montagne s'élevait à l'horizon au-dessus d'un entassement de grands monts escarpés, couverts de verdure, ainsi qu'elle en était elle-même couverte jusqu'aux deux tiers de sa hauteur, cinq mille pieds environ; mais, au-delà, toute végétation cessait, ce n'était plus que des masses volcaniques grises, arides, découpant leurs arêtes vives, leurs pitons aigus, leurs crêtes tranchantes et contournées, sur l'azur du ciel, alors d'une sérénité parfaite, la Tournette à son sommet formait une espèce de plateau de roches demi-circulaire, au-dessus duquel était comme implanté un bloc énorme et isolé qui, en raison de son incommensurable altitude, semblait voilé par une brume légère, quoique l'atmosphère fût d'une extrême limpidité... »

— Eugène Sue, La Marquise Cornélia Alti
Un autre voyageur célèbre s'est rendu à Talloires, Gaston Deschamps, dans les années 1890 :

« J'ai vu un paysage merveilleux, tout baigné de lumière bleue et de clartés dormantes. La Roche-Murraz, la Tournette semblaient aériennes, irréelles, perdues dans une brume d'argent qui grandissaient les formes en estompant les contours. Une planète d'or scintillait au-dessus des crêtes dentellées de Lanfon. »

— Gaston Deschamps, Le Chemin fleuri